# Liste des plantes du Canada
Cette page est une liste des plantes du Canada. Les plantes indigènes au Canada sont indicées avec un N, tandis que les plantes introduites le sont avec un X.

## Ab
- Abies
  - N Abies amabilis — sapin gracieux
  - N Abies balsamea — sapin baumier
  - N Abies grandis — sapin de Vancouver
  - N Abies lasiocarpa — sapin subalpin

- Abutilon
  - X Abutilon theophrasti — jute de Chine

## Ac
- Acalypha
  - N Acalypha virginica — acalyphe de Virginie

- Acanthospermum
  - X Acanthospermum hispidum

- Acer
  - X Acer campestre — acéraille, érable champêtre
  - X Acer ginnala — érable du fleuve Amour, érable ginnala
  - N Acer negundo — érable à giguère, érable négundo, érable à feuilles de frêne, érable à feuilles composées
  - N Acer nigrum — érable noir
  - N Acer pensylvanicum — bois d'orignal, bois barré, érable de Pennsylvanie, érable jaspé
  - X Acer platanoides — érable plane, érable de Norvège
  - X Acer pseudoplatanus — faux-platane, érable sycomore
  - N Acer rubrum — plaine rouge, érable rouge, érable du Canada
  - N Acer saccharinum — érable argenté, plaine blanche
  - N Acer saccharum — érable à sucre
  - N Acer spicatum — fouéreux, érable à épis, plaine bâtard
  - N Acer × freemanii (A. rubrum × A. saccharinum) — érable de Freeman

- Achillea
  - X Achillea filipendulina — achillée jaune, achillée à feuilles de fougère, achillée fausse-filipendule
  - N Achillea millefolium subsp.  borealis — achillée du Nord
  - N Achillea millefolium subsp.  lanulosa —  achillée laineuse
  - X Achillea millefolium subsp.  millefolium — herbe-à-dindes, achillée millefeuille, herbe aux coupures
  - X Achillea ptarmica — herbe-à-éternuer, achillée ptarmique, achillée sternutatoire, bouton d'argent
  - N Achillea sibirica — achillée de Sibérie

- Acinos
  - X Acinos arvensis — pouliot des champs

- Aconitum
  - X Aconitum napellus — capuchon-de-moine, aconit napel, casque bleu, char de Vénus, casque de Jupiter
  - X Aconitum variegatum
  - X Aconitum × bicolor (A. napellus × A. variegatum)

- Acorus
  - N Acorus americanus — belle-angélique, acore d'Amérique, roseau aromatique
  - X Acorus calamus — acore roseau

- Acroptilon
  - X Acroptilion repens

- Actæa
  - N Actæa pachypoda — actée à gros pédicelles
  - N Actæa rubra — actée rouge, poison de couleuvre, pain de couleuvre
  - N Actæa × ludovici (A. pachypoda × A. rubra) — Actée de Louis-Marie

## Ad
- Adenocaulon
  - N Adenocaulon bicolor

- Adiantum
  - N Adiantum pedatum — adiante du Canada, adiante pédalé

- Adlumia
  - N Adlumia fungosa — adlumie fongueuse

- Adonis
  - X Adonis annua

- Adoxa
  - N Adoxa moschatellina — moscatelline

## Ae
- Aegopodium
  - X Aegopodium podagraria — herbe aux goutteux, égopode podagraire

- Aesculus
  - N Aesculus glabra — marronnier de l'Ohio, pavier glabre
  - X Aesculus hippocastanum — marronnier d'Inde, marronnier commun, marronnier blanc, châtaignier de cheval, châtaignier de mer, faux châtaignier

- Aethusa
  - X Aethusa cynapium

## Ag
- Agalinis
  - N Agalinis gattingeri — gérardie de Gattinger Menacés
  - N Agalinis paupercula — gérardie appauvrie
  - N Agalinis purpurea — gérardie pourpre
  - N Agalinis skinneriana — gérardie de Skinner Menacés
  - N Agalinis tenuifolia — gérardie à petites feuilles

- Agastache
  - N Agastache fœniculum — agastache fenouil
  - N Agastache nepetoides — hysope géante jaune, agastache nepetoïde
  - N Agastache scrophulariifolia

- Agoseris
  - N Agoseris glauca — agoséride glauque

- Agrimonia
  - X Agrimonia eupatoria
  - N Agrimonia gryposepala — aigremoine à sépales crochus
  - N Agrimonia parviflora
  - N Agrimonia pubescens
  - N Agrimonia striata — aigremoine striée

- Agropyron
  - X Agropyron cristatum — agropyre à crête

- Agrostemma
  - X Agrostemma githago — nielle des blés

- Agrostis
  - ? Agrostis canina
  - X Agrostis capillaris — agrostide ténue, agrostide commune, agrostide fine
  - X Agrostis gigantea — agrostide géante, agrostide blanche
  - N Agrostis hyemalis — agrostide d'hiver
  - N Agrostis mertensii — agrostide de Mertens
  - N Agrostis perennans — agrostide pérennante
  - N Agrostis scabra — agrostide géminée, agrostide scabre
  - N Agrostis stolonifera — agrostide stolonifère

## Ai
- Ailanthus
  - X Ailanthus altissima — vernis de la Chine, vernis du Japon, ailante glanduleux, verno

## Aj
- Ajuga
  - X Ajuga genevensis — bugle de Genève
  - X Ajuga reptans — bugle rampante

## Al
- Alcea
  - X Alcea pallida
  - X Alcea rosea — rose trémière commune

- Alchemilla
  - X Alchemilla filicaulis — alchémille filicaule
  - X Alchemilla monticola — alchémille velue

- Aletris
  - N Aletris farinosa — Menacés

- Alisma
  - N Alisma gramineum
  - N Alisma subcordatum — alisma subcordé
  - N Alisma triviale — alisma commun

- Alliaria
  - X Alliaria petiolata — alliaire officinale

- Allium
  - N Allium burdickii
  - N Allium canadense — ail du Canada
  - N Allium cernuum
  - X Allium oleraceum
  - X Allium sativum — ail cultivé, ail blanc
  - X Allium schœnoprasum var.  schœnoprasum — ciboulette commune, ail civette
  - N Allium schœnoprasum var.  sibiricum — ciboulette de Sibérie
  - N Allium stellatum — ail étoilée
  - N Allium tricoccum — ail des bois
  - X Allium vineale

- Alnus
  - X Alnus glutinosa — aulne glutineux
  - N Alnus incana — aulne blanc, aulne blanchâtre
  - N Alnus viridis — aulne vert, aulne crispé, aulne de montagne, aulne de Sibérie, aulne de Sitka

- Alopecurus
  - N Alopecurus æqualis — vulpin à courtes arêtes
  - N Alopecurus alpinus — vulpin alpin
  - X Alopecurus geniculatus — vulpin géniculé
  - X Alopecurus pratensis — vulpin des prés

- Althæa
  - X Althæa hirsuta
  - X Althæa officinalis

- Alyssum
  - X Alyssum alyssoides — alysson à calices persistants
  - X Alyssum murale

## Am
- Amaranthus
  - X Amaranthus albus — amarante blanche
  - X Amaranthus blitoides — amarante fausse-blite
  - X Amaranthus blitum
  - X Amaranthus cruentus — amarante étalée
  - X Amaranthus hybridus — amarante hybride
  - X Amaranthus palmeri
  - X Amaranthus powellii — amarante de Powell
  - X Amaranthus retroflexus — amarante réfléchie, amarante à racine rouge
  - X Amaranthus spinosus
  - N Amaranthus tuberculatus — acnide tuberculée

- Ambrosia
  - N Ambrosia artemisiifolia — ambroisie annuelle, ambroisie à feuilles d'armoise, petite herbe à poux
  - N Ambrosia psilostachya — herbe à poux vivace
  - N Ambrosia trifida — grande herbe à poux, ambroisie trifide

- Amelanchier
  - N Amelanchier alnifolia — amélanchier à feuilles d'aulne
  - N Amelanchier arborea — amélanchier arborescent
  - N Amelanchier bartramiana — amélanchier de Bartram
  - N Amelanchier humilis — amélanchier humile
  - N Amelanchier lævis — amélanchier glabre
  - N Amelanchier sanguinea var.  gaspensis — amélanchier sanguin de Gaspé
  - N Amelanchier sanguinea var.  sanguinea — amélanchier sanguin
  - N Amelanchier stolonifera — amélanchier stolonifère, petits poires
  - N Amelanchier × intermedia (A. arborea × A. canadensis) — amélanchier intermédiaire
  - N Amelanchier × neglecta (A. bartramiana × A. lævis)
  - N Amelanchier × quinti-martii (A. arborea × A. bartramiana) — amélanchier de Cinq-Mars
  - N Amelanchier × wiegandii (A. arborea × A. sanguinea) — amélanchier de Wiegand

- Amerorchis
  - N Amerorchis rotundifolia — orchis à feuille ronde

- Ammannia
  - N Ammannia robusta — Menacés

- Ammophila
  - N Ammophila brevigulata — ammophile à ligule courte

- Amorpha
  - N Amorpha canescens — buisson à plomb
  - N Amorpha fruticosa — faux indigo

- Amphicarpæa
  - N Amphicarpæa bracteata — haricot de terre, amphicarpe bractéolée

## An
- Anagallis
  - X Anagallis arvensis — mouron rouge, mouron des champs

- Anaphalis
  - N Anaphalis margaritacea — immortelle blanche, anaphale marguerite

- Anchusa
  - X Anchusa arvensis — lycopsis des champs
  - X Anchusa officinalis

- Andromeda
  - N Andromeda polifolia var.  latifolia — andromède glauque
  - N Andromeda polifolia var.  jamesiana — andromède de James
  - N Andromeda polifolia var.  polifolia — andromède à feuilles de Polium

- Andropogon
  - N Andropogon gerardii — barbon de Gérard
  - N Andropogon virginicus — barbon de Virginie

- Androsace
  - ? Androsace occidentalis
  - N Androsace septentrionalis — androsace septentrionale

- Anemone
  - N Anemone acutiloba — hépatique à lobes aigus, anémone à lobes aigus
  - N Anemone americana — hépatique d'Amérique, anémone d'Amérique
  - X Anemone blanda
  - N Anemone canadensis — anémone du Canada
  - N Anemone cylindrica — anémone cylindrique
  - N Anemone multifida — anémone multifide
  - N Anemone parviflora — anémone à petites fleurs
  - N Anemone patens — pulsatille
  - N Anemone quinquefolia — anémone à cinq folioles
  - N Anemone richardsonii — anémone de Richardson
  - N Anemone virginiana — anémone de Virginie, anémone blanche

- Anethum
  - X Anethum graveolens — fenouil bâtard, aneth odorant

- Angelica
  - N Angelica atropurpurea — angélique pourpre
  - ? Angelica lucida — angélique brillante
  - X Angelica sylvestris
  - ? Angelica venenosa

- Anoda
  - X Anoda cristata

- Antennaria
  - N Antennaria howellii subsp.  canadensis — antennaire du Canada
  - N Antennaria howellii subsp.  howellii — antennaire de Howell
  - N Antennaria howellii subsp.  neodioica — antennaire néodioïque
  - N Antennaria howellii subsp.  petaloidea — antennaire pétaloïde
  - N Antennaria microphylla — antennaire à feuilles réduites
  - N Antennaria neglecta — antennaire négligée
  - N Antennaria oxyphylla
  - N Antennaria parlinii subsp. fallax — antennaire litigieuse
  - N Antennaria parlinii subsp. parlinii — antennaire de Parlin
  - N Antennaria parvifolia — antennaire à petites feuilles
  - N Antennaria pulcherrima — antennaire magnifique
  - N Antennaria rosea — antennaire rosée
  - N Antennaria subviscosa

- Anthemis
  - X Anthemis arvensis — anthémis des champs, fausse camomille, camomille des champs
  - X Anthemis cotula — amthémis fétide, camomille des chiens, camomille puante, camomille maroute
  - X Anthemis tinctoria

- Anthoxanthum
  - X Anthoxanthum odoratum — flouve odorante

- Anthriscus
  - X Anthriscus cerefolium
  - X Anthriscus sylvestris — anthrisque des bois

- Anthyllis
  - X Anthyllis vulneraria — anthyllis vulnéraire

- Antirrhinum
  - X Antirrhinum majus — gueule-de-loup, grand muflier, gueule de lion
  - X Antirrhinum orontium

## Ap
- Apera
  - X Apera interrupta
  - X Apera spica-venti

- Apios
  - N Apios americana — apios d'Amérique, gland de terre

- Aplectrum
  - N Aplectrum hyemale

- Apocynum
  - N Apocynum androsæmifolium — apocyne à feuilles d'androsème
  - N Apocynum cannabinum — apocyne chanvrin
  - N Apocynum sibiricum
  - N Apocynum × floribundum (A. androsæmifolium × A. cannabinum) — apocyne moyen

## Aq
- Aquilegia
  - N Aquilegia brevistyla
  - N Aquilegia canadensis — ancolie du Canada, gants de Notre-Dame
  - X Aquilegia vulgaris — ancolie vulgaire, gants de Notre-Dame

## Ar
- Arabidopsis
  - X Arabidopsis thaliana — fausse-arabette des Dames

- Arabis
  - N Arabis alpina
    - X Arabis alpina subsp. caucasica

  - N Arabis arenicola var.  arenicola — arabette des sables, arabette arénicole
  - N Arabis arenicola var.  pubescens
  - N Arabis canadensis
  - N Arabis divaricarpa
  - N Arabis drummondii
  - N Arabis glabra
  - N Arabis hirsuta var.  adpressipilis — arabette hirsute
  - N Arabis hirsuta var.  pycnocarpa
  - N Arabis holbœlli var.  retrofracta
  - N Arabis holbœlli var.  secunda
  - N Arabis kamchatica
  - N Arabis lævigata
  - N Arabis lyrata
  - N Arabis shortii

- Aralia
  - X Aralia elata — angélique en arbre du Japon
  - N Aralia hispida — salsepareille, aralie hispide
  - N Aralia nudicaulis — sarsapareille, aralie à tige nue
  - N Aralia racemosa — grande sarsapareille, anis sauvage, aralie à grappes
  - ? Aralia spinosa — aralie épineuse

- Arceuthobium
  - N Arceuthobium americanum — arceuthobie d'Amérique
  - N Arceuthobium pusillum — arceuthobie naine, petit gui, faux-gui nain

- Arctagrostis
  - N Arctagrostis latifolia — arctagrostis à larges feuilles

- Arctium
  - X Arctium lappa — bardane majeure, grande bardane, rhubarbe sauvage, artichaut, graquias, toques
  - X Arctium minus subsp.  minus — rhubarbe sauvage, artichaut, tabac du Diable, bardane à petite tête, bardane mineure, petite bardane
  - X Arctium minus subsp.  nemorosum
  - X Arctium pubens
  - X Arctium tomentosum — bardane tomenteuse
  - X Arctium × nothum (A. lappa × A. minus)

- Arctophila
  - N Arctophila fulva — arctophile fauve

- Arctostaphylos
  - N Arctostaphylos alpina —  raisin d'ours des Alpes
  - N Arctostaphylos rubra
  - N Arctostaphylos uva-ursi — raisin d'ours, bousserole

- Arenaria
  - N Arenaria humifusa — sabline rampante
  - X Arenaria serpyllifolia — sabline à feuilles de serpolet

- Arethusa
  - N Arethusa bulbosa — aréthuse bulbeuse

- Argemone
  - X Argemone mexicana

- Arisæma
  - N Arisæma dracontium — Inquiétude spéciale
  - N Arisæma triphyllum — petit-prêcheur

- Aristida
  - N Aristida basiramea — aristide à rameaux basilaires Menacés
  - N Aristida dichotoma
  - N Aristida longespica var.  geniculata
  - N Aristida longespica var.  longespica
  - N Aristida oligantha
  - N Aristida purpurascens

- Aristolochia
  - X Aristolochia clematitis
  - X Aristolochia macrophylla

- Armeria
  - N Armeria maritima — œillet marin, armérie maritime, armérie du Labrador, armérie de Sibérie

- Armoracia
  - X Armoracia rusticana — moutarde des Allemands, moutard des Capucins, cranson, raifort

- Arnica
  - N Arnica angustifolia — arnica à feuilles étroites
  - N Arnica chamissonis — arnica de Chamisso
  - N Arnica cordifolia — arnica à feuilles cordées
  - N Arnica lonchophylla — arnica lonchophylle

- Arnoglossum
  - N Arnoglossum platagineum — Inquiétude spéciale

- Aronia
  - N Aronia melanocarpa

- Arrhenatherum
  - X Arrhenatherum elatius — avoine élevée, fenasse, fromental

- Artemisia
  - X Artemisia abrotanum — aurone mâle, abrotone, armoise aurone
  - X Artemisia absinthium — armoise amère, armoise absinthe
  - X Artemisia annua — armoise annuelle
  - X Artemisia biennis — armoise bisannuelle
  - N Artemisia campestris subsp.  borealis — armoise du Canada
  - N Artemisia campestris subsp.  caudata — armoise caudée
  - N Artemisia dracunculus — estragon
  - N Artemisia frigida — armoise douce
  - N Artemisia ludoviciana — armoise de l'Ouest, armoise de Louisiane
  - X Artemisia pontica — armoise de la mer Noire, armoise pontique, petite absinthe
  - X Artemisia stelleriana — armoise de Steller, armoise des rivages
  - N Artemisia tilesii — armoise de Tilesius
  - X Artemisia vulgaris — herbe de la St-Jean, armoise vulgaire, armoise commune

- Aruncus
  - X Aruncus dioicus

## As
- Asarum
  - N Asarum canadense — asaret du Canada, gingembre sauvage

- Asclepias
  - N Asclepias exaltata — grande asclépiade, asclépiade très grande
  - N Asclepias hirtella
  - N Asclepias incarnata — asclépiade rouge, asclépiade incarnate
  - N Asclepias ovalifolia — asclépiade à feuilles ovales
  - N Asclepias purpurascens — asclépiade pourpre
  - N Asclepias quadrifolia
  - N Asclepias sullivantii — asclépiade de Sullivant
  - N Asclepias syriaca — asclépiade commune, herbe à coton, petits cochons
  - N Asclepias tuberosa — asclépiade tubéreuse
  - ? Asclepias variegata
  - N Asclepias verticillata
  - N Asclepias viridiflora — asclépiade à fleurs vertes

- Asimina
  - N Asimina triloba — asiminier trilobé

- Asparagus
  - X Asparagus officinalis — asperge

- Asperugo
  - X Asperugo procumbens — rapette couchée

- Asperula
  - X Asperula arvensis

- Asplenium
  - N Asplenium platyneuron — doradille ébène
  - N Asplenium rhizophyllum — doradille ambulante
  - N Asplenium ruta-muraria — doradille des murailles
  - N Asplenium scolopendrium variété americanum — scolopendre lange de bœuf Inquiétude spéciale
  - N Asplenium trichomanes — doradille chevelue
  - N Asplenium viride — doradille verte

- Aster
  - N Aster alpinus — aster des montagnes, aster alpin

- Astragalus
  - N Astragalus adsurgens
  - N Astragalus agrestis — astragale rustique
  - N Astragalus alpinus — astragale alpine
  - N Astragalus americanus — astragale d'Amérique
  - N Astragalus australis — astragalus australe
  - N Astragalus canadensis — astragale du Canada
  - X Astragalus cicer
  - N Astragalus eucosmus — astragale élégante
  - X Astragalus glycophyllos
  - N Astragalus neglectus
  - N Astragalus tenellus

## At
- Athyrium
  - N Athyrium filix-femina var.  angustum — fougère femelle du Nord
  - N Athyrium filix-femina var.  cyclosorum — fougère femelle du Nord-Ouest

- Atriplex
  - N Atriplex dioica — arroche des sables, arroche dioïque
  - N Atriplex glabriuscula — arroche glabriuscule
  - X Atriplex heterosperma
  - X Atriplex hortensis
  - X Atriplex oblongifolia
  - N Atriplex patula — arroche étalée, arroche des champs
  - N Atriplex prostrata — arroche hastée
  - X Atriplex rosea

## Au
- Aureolaria
  - N Aureolaria flava
  - N Aureolaria pedicularia — girardie jaune
  - N Aureolaria virginica

- Aurinia
  - X Aurinia saxatilis — corbeille d'or

## Av
- Avena
  - X Avena fatua — folle-avoine
  - X Avena sativa — avoine cultivée
  - X Avena sterilis — folle-avoine d'hiver

## Ax
- Axyris
  - X Axyris amaranthoides — ansérine de Russie

## Az
- Azolla
  - N Azolla caroliniana